# Vezina Trophy
Vezina Trophy je nagrada v ligi NHL, ki se vsako leto podeli "vratarju, ki je bil izbran kot najboljši na svojem položaju."  Nagrado podeljujejo vse od sezone 1926/27. Prejemnika po glasovanju izbere 30 generalnih menedžerjev (iz vsakega moštev po eden), glasovanje se opravi po koncu redne sezone. Menedžerji glasujejo za vratarja, ki je bil najkoristnejši svojemu moštvu v rednem delu sezone. Pred sezono 1980/81 so pokal podeljevali vratarju, ki je v rednem delu sezone v gol spustil najmanj ploščkov, danes za ta dosežek podeljujejo pokal William M. Jennings Trophy. 

## Zgodovina
Pokal se imenuje po Georgesu Vézinaju, ki je veliko večino svoje kariere prebil v moštvu Montreal Canadiens. Vézina se je med neko tekmo v sezoni 1925/26 zgrudil in na njem so opazili znake tuberkuloze, zaradi katere je leta 1926 umrl. Po njegovi smrti so lastniki Canadiensov, Léo Dandurand, Louis Letourneau in Joseph Cattarinich, ligi daroval pokal v Vézinajevo čast in trajen spomin. Pokal so prvič podelili ob koncu sezone 1926/27. 
Do sezone 1980/81 so pokal podeljevali vratarju, ki je prejel najmanj golov v rednem delu sezone.  Toda, kmalu je postalo jasno, da je pokal pogosto šel v roke vratarja boljšega moštva in ne vratarja najboljših individualnih sposobnosti. Zato je bila sprejeta sprememba, po kateri so začeli vratarju, ki je prejel najmanj zadetkov, podeljevati pokal William M. Jennings Trophy. Od leta 1981 tako pokal Vezina Trophy podeljujejo generalni menedžerji moštev lige NHL najboljšemu vratarju lige. Pod trenutnimi pravili je postal prvi dobitnik pokala vratar moštva New York Islanders, Billy Smith. 
V preteklosti se je pogosto dogajalo, da so igralci pokal prejeli večkrat ali da je bilo dva ali več igralcev izenačenih v boju za pokal. Največ pokalov je prejel Jacques Plante (7), sledita mu Bill Durnan in Dominik Hašek (oba 6). Pod trenutnimi pravili je sicer največ pokalov osvojil Hašek. Vratarji moštva Montreal Canadiens so pokal osvojili 28-krat.  Pod prvotnimi pravili se je pogosto dogajalo, da sta pokal v eni sezoni prejela vratarja istega moštva. Da sta pokal prejela vratarja iz dveh različnih moštev, se je zgodilo le enkrat, in sicer v sezoni 1973/74, ko sta pokal osvojila Tony Esposito (Chicago Black Hawks) in Bernie Parent (Philadelphia Flyers).  Samo štirikrat se je do sedaj zgodilo, da je kak vratar v isti sezoni osvojil tako pokal Vezina Trophy kot pokal Hart Memorial Trophy (za najkoristnejšega igralca lige). To je uspelo Jacquesu Planteju, ki je pokala osvojil v sezoni 1961/62, Dominiku Hašku, ki je pokala osvojil v dveh zaporednih sezonah, 1996/97 in 1997/98, in Joséju Theodoreju, ki je pokala prejel v sezoni 2001/02. Dva ostala dobitnika obeh pokalov sta Roy Worters in Al Rollins, ki pa pokalov nista osvojila v isti sezoni. Chuck Rayner se je v zgodovino zapisal kot edini vratar, ki je osvojil pokal Hart Memorial Trophy, a nikoli pokala Vezina Trophy. 
Glasovanje opravi 30 generalnih menedžerjev lige (po eden iz vsakega moštva) ob koncu rednega dela sezone. Vsak menedžer odda svoje tri kandidate po točkovnem sistemu 5-3-1.  Izdani so tri finalisti, pokal pa podelijo na slavnosti NHL Awards (NHL nagrade) ob koncu končnice.

## Dobitniki

### 1927–1981
Ko so pokal vpeljali, je šel v roke vratarju, ki je prejel najmanj golov v rednem delu sezone. 
| Sezona  | Dobitnik                                     | Moštvo              | #     |
| ------- | -------------------------------------------- | ------------------- | ----- |
| 1926/27 | George Hainsworth                            | Montreal Canadiens  | 1     |
| 1927/28 | George Hainsworth                            | Montreal Canadiens  | 2     |
| 1928/29 | George Hainsworth                            | Montreal Canadiens  | 3     |
| 1929/30 | Tiny Thompson                                | Boston Bruins       | 1     |
| 1930/31 | Roy Worters                                  | New York Americans  | 1     |
| 1931/32 | Charlie Gardiner                             | Chicago Black Hawks | 1     |
| 1932/33 | Tiny Thompson                                | Boston Bruins       | 2     |
| 1933/34 | Charlie Gardiner                             | Chicago Black Hawks | 2     |
| 1934/35 | Lorne Chabot                                 | Chicago Black Hawks | 1     |
| 1935/36 | Tiny Thompson                                | Boston Bruins       | 3     |
| 1936/37 | Normie Smith                                 | Detroit Red Wings   | 1     |
| 1937/38 | Tiny Thompson                                | Boston Bruins       | 4     |
| 1938/39 | Frank Brimsek                                | Boston Bruins       | 1     |
| 1939/40 | David Kerr                                   | New York Rangers    | 1     |
| 1940/41 | Turk Broda                                   | Toronto Maple Leafs | 1     |
| 1941/42 | Frank Brimsek                                | Boston Bruins       | 2     |
| 1942/43 | Johnny Mowers                                | Detroit Red Wings   | 1     |
| 1943/44 | Bill Durnan                                  | Montreal Canadiens  | 1     |
| 1944/45 | Bill Durnan                                  | Montreal Canadiens  | 2     |
| 1945/46 | Bill Durnan                                  | Montreal Canadiens  | 3     |
| 1946/47 | Bill Durnan                                  | Montreal Canadiens  | 4     |
| 1947/48 | Turk Broda                                   | Toronto Maple Leafs | 2     |
| 1948/49 | Bill Durnan                                  | Montreal Canadiens  | 5     |
| 1949/50 | Bill Durnan                                  | Montreal Canadiens  | 6     |
| 1950/51 | Al Rollins                                   | Toronto Maple Leafs | 1     |
| 1951/52 | Terry Sawchuk                                | Detroit Red Wings   | 1     |
| 1952/53 | Terry Sawchuk                                | Detroit Red Wings   | 2     |
| 1953/54 | Harry Lumley                                 | Toronto Maple Leafs | 1     |
| 1954/55 | Terry Sawchuk                                | Detroit Red Wings   | 3     |
| 1955/56 | Jacques Plante                               | Montreal Canadiens  | 1     |
| 1956/57 | Jacques Plante                               | Montreal Canadiens  | 2     |
| 1957/58 | Jacques Plante                               | Montreal Canadiens  | 3     |
| 1958/59 | Jacques Plante                               | Montreal Canadiens  | 4     |
| 1959/60 | Jacques Plante                               | Montreal Canadiens  | 5     |
| 1960/61 | Johnny Bower                                 | Toronto Maple Leafs | 1     |
| 1961/62 | Jacques Plante                               | Montreal Canadiens  | 6     |
| 1962/63 | Glenn Hall                                   | Chicago Black Hawks | 1     |
| 1963/64 | Charlie Hodge                                | Montreal Canadiens  | 1     |
| 1964/65 | Johnny Bower Terry Sawchuk                   | Toronto Maple Leafs | 2 4   |
| 1965/66 | Gump Worsley Charlie Hodge                   | Montreal Canadiens  | 1 2   |
| 1966/67 | Glenn Hall Denis DeJordy                     | Chicago Black Hawks | 2 1   |
| 1967/68 | Gump Worsley Rogatien Vachon                 | Montreal Canadiens  | 2 1   |
| 1968/69 | Glenn Hall Jacques Plante                    | St. Louis Blues     | 3 7   |
| 1969/70 | Tony Esposito                                | Chicago Black Hawks | 1     |
| 1970/71 | Eddie Giacomin Gilles Villemure              | New York Rangers    | 1     |
| 1971/72 | Tony Esposito Gary Smith                     | Chicago Black Hawks | 2 1   |
| 1972/73 | Ken Dryden                                   | Montreal Canadiens  | 1     |
| 1973/74 | Tony Esposito[A]                             | Chicago Black Hawks | 3     |
| 1973/74 | Bernie Parent1                               | Philadelphia Flyers | 1     |
| 1974/75 | Bernie Parent                                | Philadelphia Flyers | 2     |
| 1975/76 | Ken Dryden                                   | Montreal Canadiens  | 2     |
| 1976/77 | Ken Dryden Michel Larocque                   | Montreal Canadiens  | 3 1   |
| 1977/78 | Ken Dryden Michel Larocque                   | Montreal Canadiens  | 4 2   |
| 1978/79 | Ken Dryden Michel Larocque                   | Montreal Canadiens  | 5 3   |
| 1979/80 | Don Edwards Bob Sauve                        | Buffalo Sabres      | 1     |
| 1980/81 | Denis Herron Michel Larocque Richard Sevigny | Montreal Canadiens  | 1 4 1 |

### 1982–trenutno
NHL je trenutne kriterije za podeljevanje pokala prevzela leta 1982. Za vratarja, ki je prejel najmanj golov, so uvedli pokal William M. Jennings Trophy. 
| Sezona  | Dobitnik           | Moštvo              | # |
| ------- | ------------------ | ------------------- | - |
| 1981/82 | Billy Smith        | New York Islanders  | 1 |
| 1982/83 | Pete Peeters       | Boston Bruins       | 1 |
| 1983/84 | Tom Barrasso       | Buffalo Sabres      | 1 |
| 1984/85 | Pelle Lindbergh    | Philadelphia Flyers | 1 |
| 1985/86 | John Vanbiesbrouck | New York Rangers    | 1 |
| 1986/87 | Ron Hextall        | Philadelphia Flyers | 1 |
| 1987/88 | Grant Fuhr         | Edmonton Oilers     | 1 |
| 1988/89 | Patrick Roy        | Montreal Canadiens  | 1 |
| 1989/90 | Patrick Roy        | Montreal Canadiens  | 2 |
| 1990/91 | Ed Belfour         | Chicago Blackhawks  | 1 |
| 1991/92 | Patrick Roy        | Montreal Canadiens  | 3 |
| 1992/93 | Ed Belfour         | Chicago Blackhawks  | 2 |
| 1993/94 | Dominik Hašek      | Buffalo Sabres      | 1 |
| 1994/95 | Dominik Hašek      | Buffalo Sabres      | 2 |
| 1995/96 | Jim Carey          | Washington Capitals | 1 |
| 1996/97 | Dominik Hašek      | Buffalo Sabres      | 3 |
| 1997/98 | Dominik Hašek      | Buffalo Sabres      | 4 |
| 1998/99 | Dominik Hašek      | Buffalo Sabres      | 5 |
| 1999/00 | Olaf Kölzig        | Washington Capitals | 1 |
| 2000/01 | Dominik Hašek      | Buffalo Sabres      | 6 |
| 2001/02 | Jose Theodore      | Montreal Canadiens  | 1 |
| 2002/03 | Martin Brodeur     | New Jersey Devils   | 1 |
| 2003/04 | Martin Brodeur     | New Jersey Devils   | 2 |
| 2004/05 | sezona odpovedana  | -                   | - |
| 2005/06 | Miikka Kiprusoff   | Calgary Flames      | 1 |
| 2006/07 | Martin Brodeur     | New Jersey Devils   | 3 |
| 2007/08 | Martin Brodeur     | New Jersey Devils   | 4 |
| 2008/09 | Tim Thomas         | Boston Bruins       | 1 |